# 约翰内斯·贝尔
约翰内斯·贝尔（德語：Johannes Bell，1868年9月23日—1949年10月21日），是魏玛德国时期的中央党政治家、法学家。他是1919年6月在法国巴黎签署《凡尔赛和约》的两位德国代表之一（另一位是赫尔曼·穆勒），后历任殖民地事务部长、交通部长和司法部长等职。